# Чикаго-Хайтс (Иллинойс)
Чикаго-Хайтс (англ. Chicago Heights, букв. — «Чикагские Высоты») — город и южный пригород Чикаго в округе Кук, штат Иллинойс, США. Население было 30 276 при переписи 2010 года. На протяжении многих лет часть Чикаго-Хайтс страдала от высокого уровня преступности, бедности и безработицы. В более ранние годы Чикаго-Хайтс прозвали «Перекрёсток Наций» (англ. The Crossroads of the Nation). В настоящее время его называют просто «Высотами» (англ. The Heights).

## География
Чикаго-Хайтс лежит на возвышенности морены Тинли, а более высокая и старая морена Валпарейзо располагаются к югу от города.
Согласно переписи 2010 года, Чикаго-Хайтс имеет общую площадь 26,11 км2, из которых 26,08 км2 или 99,87 % составляют сушу и 0,03 км2 или 0,13 % — это вода.
Основные перекрестки города находятся на Дикси-Хайвей (Иллинойс-Роут 1) и Линкольн-Хайвей (США-Роут 30).
Чикаго-Хайтс находится примерно в 48 км к югу от Чикаго-Луп.

## Демография
| Год переписи                    | Нас.  |       | %±     |
| ------------------------------- | ----- | ----- | ------ |
| 1900                            | 5100  |       | —      |
| 1910                            | 14525 |       | 184,8% |
| 1920                            | 19653 |       | 35,3%  |
| 1930                            | 22321 |       | 13,6%  |
| 1940                            | 22461 |       | 0,6%   |
| 1950                            | 24551 |       | 9,3%   |
| 1960                            | 34331 |       | 39,8%  |
| 1970                            | 40900 |       | 19,1%  |
| 1980                            | 37026 |       | −9,5%  |
| 1990                            | 33072 |       | −10,7% |
| 2000                            | 32776 |       | −0,9%  |
| 2010                            | 30276 |       | −7,6%  |
| 2018                            | 29571 | [ 8 ] | −2,3%  |
| 1900–2018 U.S. Decennial Census |       |       |        |

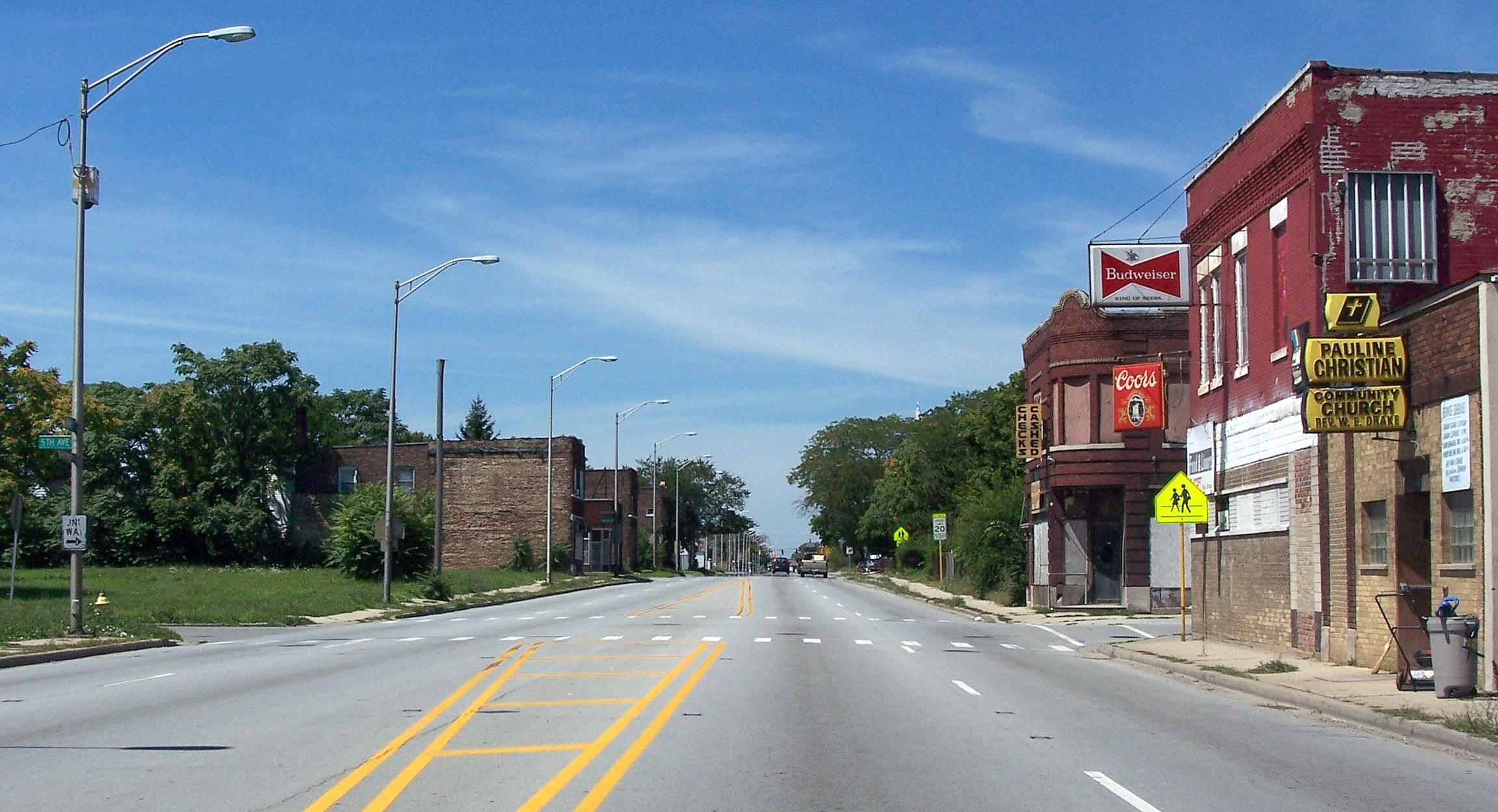
США-Роут 30 в Чикаго-Хайтс

По данным переписи населения 2010 года в городе проживало 30 276 человек, 9 587 домохозяйств и 7 077 семей. Популяционная плотность была 1 160.0 человек/км². Было 11 060 единиц жилья со средней плотностью 423,8 единиц/км². Расовый состав составлял 38,0 % белых, 41,5 % афроамериканцев, 0,6 % коренных американцев, 0,4 % азиатов, 0,03 % жителей тихоокеанских островов, 16,6 % других рас и 2,9 % метисов от двух или более рас. Латиноамериканцы любой расы составляли 33,9 % населения.
Существовали 9 587 семей, из которых 44,4 % имели детей в возрасте до 18 лет, проживающих с ними, 40,0 % возглавлялись семейными парами, живущими вместе, 26,0 % семей женщины проживали без мужей, а 26,2 % не имели семьи. 22,1 % всех домохозяйств состояли из отдельных людей, и 8,2 % были людьми, живущими в одиночку, в возрасте 65 лет и старше. Средний размер домохозяйства — 3,09, а семьи — 3,62 человека.
Население было распределено с 30,7 % в возрасте до 18 лет, 10,6 % с 18 до 24, 26,4 % с 25 до 44, 21,8 % с 45 до 64 и 10,6 % с 65 лет и старше. Средний возраст составлял 31,2 года. На каждые 100 женщин приходилось 95,9 мужчин. На каждые 100 женщин возрастом 18 лет и старше насчитывалось 90,6 мужчин.
В период с 2009 по 11 годы среднегодовой доход на семью в городе составлял 43 941 $, а средний доход на семью — 46 463 $. Средний доход мужчин-работников составлял 35 695 долл. США против 30 039 $ для женщин. Доход на душу населения для города составлял 17 548 $. Около 21,3 % семей и 26,7 % населения находились за чертой бедности, в том числе 39,8 % из них моложе 18 лет и 10,2 % тех, кто в возрасте 65 лет и старше.

## Образование

### Школы
В школьном округе Чикаго-Хайтс 170 работает одиннадцать школ, в которых обучается 3600 человек. Хайленд (англ. Highland) — это школа для детей в возрасте от трёх до четырёх лет; Средняя школа Гарфилда, Гранта, Гринбрайара, Джефферсона, Кеннеди, Линкольна, Рузвельта, Вашингтона-Маккинли и Уилсона — районные школы, которые обслуживают учащихся от детского сада до восьмого класса.
В 1901 году Совет по образованию постановил, что школьный день будет продолжаться с 9:00 до 12:00 и с 13:00 до 4:00 вечера с 15-минутным перерывом в каждой сессии. 30 июля 1903 года первый телефон в школьном округе 170 был помещён в офис суперинтенданта школ по цене 18 долларов в год. В мае 1907 года в школьном округе 170 учеников собрали деньги для жертв землетрясения в Сан-Франциско. 1 октября 1908 года были заказаны телефоны для школ Гарфилда и Франклина, первых школ, которые получили доступ к «этому чуду общения». В 1912 году Совет по образованию постановил, что студенты-нерезиденты «должны платить за обучение заранее, по ставке 2 доллара в месяц», и обязал всех своих учителей жить в округе. В декабре 1912 года Совет по образованию проголосовал за то, чтобы санкционировать вознаграждение в размере 10 долларов США за «доказательства, осуждающие любые стороны, которые преднамеренно осквернят или уничтожат школьную собственность». В 1913 году в школьном округе 170 обучалось 2238 учащихся. В январе 1917 года Совет по образованию разрешил установку электрических гонгов в трёх школах. В январе 1917 года Совет по образованию утвердил общенациональный «План обеспечения готовности», в котором отводилось определённое время для тренировок девочек и мальчиков под наблюдением члена Национальной гвардии. С 22 октября по 14 ноября 1917 года в округе 170 школ были закрыты из-за вспышки гриппа.
В 1919 году среднее число учащихся в классе составляло 44 человека; в 1953 году среднее число учащихся в классе составляло 30 человек; а в 2002 году среднее число учащихся в классе составляло 20 человек.
В 1953 году в школьном округе обучалось 2833 ученика, а в 2004 году — 3550 учеников.
В Чикаго-Хайтс находится средняя школа Блум, которую посещают все ученики 170-го округа после 8-го класса, и средняя школа Блум-Трейл, которая делится своими спортивными программами с Блум. Многие ученики из соседних общин, включая Стегер, Южный Чикаго-Хайтс, Форд-Хайтс, Саук-Вилладж и Гленвуд, посещают среднюю школу в Блуме.
Части Чикаго-Хайтс включены в школьный округ 161 Флоссмур, в который входит начальная школа Серена-Хиллз (англ. Serena Hills Elementary School) в Чикаго-Хайтс. После Серена-Хиллз ученики посещают среднюю школу Паркер-Джуниор (англ. Parker Jr. High School) — также часть школьного округа 161 Флоссмура. Только некоторые ученики, которые пошли в среднюю школу Паркер-Джуниор, переходят в среднюю школу Хоумвуд-Флоссмур; остальные посещают среднюю школу Блума.
Части Чикаго-Хайтс обслуживают также Парк-Форест — Chicago Heights School District 163, а первичный центр Beacon Hill расположен в районе Beacon Hill. Учащиеся из этого района посещают среднюю школу Рич-Ист, часть района средней школы Рич-Тауншип 227 (англ. Rich Township 227).
Марианская католическая средняя школа — частная средняя школа, расположенная в городе.
Государственный колледж Прейри — общественный колледж, расположенный в Чикаго-Хайтс.
Есть также много начальных школ, которые работают в местах расположения церквей.

### Общественная библиотека
20 мая 1901 года многие жители Чикаго-Хайтс подписали петицию, в которой просили мэра и олдерменов выбрать совет директоров, который будет отвечать за создание и управление бесплатной публичной библиотекой в Чикаго-Хайтс. 28 июня 1901 года были приведены к присяге первые члены правления библиотеки, в том числе Сэм В. Ли (англ. Sam W. Lea), Ф. В. Шакт (англ. F. W. Schact), В. Е. Канади (англ. W. E. Canady), Джеймс Боуи (англ. James Bowie), Дэвид Уоллес (англ. David Wallace), Джозеф Колдуэлл (англ. Joseph Caldwell), К. У. Солсбери(англ. C. W. Salisbury), А. Дж. Соренсен (англ. A. J. Sorensen) и А. В. Макелдони (англ. A. W. McEldowney). Библиотека была открыта в небольшом помещении в новом здании города 20 февраля 1902 года. В этом месяце совет библиотеки обратился к промышленнику Эндрю Карнеги с просьбой выделить средства на строительство здания библиотеки в Чикаго-Хайтс. В июле совет директоров был уведомлен о том, что Карнеги предложил 15 000 $ для покрытия расходов на здание библиотеки, если город сможет предоставить бесплатную площадку для здания и если совет пообещает выделять 1500 $ в год для поддержания работы библиотеки. Библиотека Карнеги в Чикаго-Хайтс была разработана Ричардом Э. Шмидтом. Библиотека была расположена на Халстед-стрит, 1627 и открылась 11 сентября 1903 года. В ней работает штат из двух человек, которые содержат в порядке 1643 библиотечных объекта (книг). В конце концов понадобилась большая библиотека и 5 августа 1972 года было открыто нынешнее здание на 15-й улице (англ. 15th Street) и Чикаго-Роуд. Бесплатная Публичная библиотека Чикаго-Хайтс стала зданием за миллион долларов, в котором находилось 60 000 книг, записей и других материалов.

## Экономика
Чикаго-Хайтс когда-то был местом для ряда крупных промышленных предприятий, в том числе Thrall Car Manufacturing Company, производителя грузовых вагонов, в течение многих лет возглавляемого генеральным директором Ричардом Дюшосуа. Город был также первоначальным местом Внутренней Металлургической компанией.
Ford Motor Company (Форд) управляет заводом по штамповке металлов, расположенным вдоль шоссе Линкольн в Чикаго-Хайтс. На этом предприятии производятся автомобильные кузовные панели, которые отправляются на сборочный завод Чикагской Ассамблеи Форда примерно в 24 км к северу в районе сообщества Хегевиш в Чикаго.

## Инфраструктура

### Транспорт

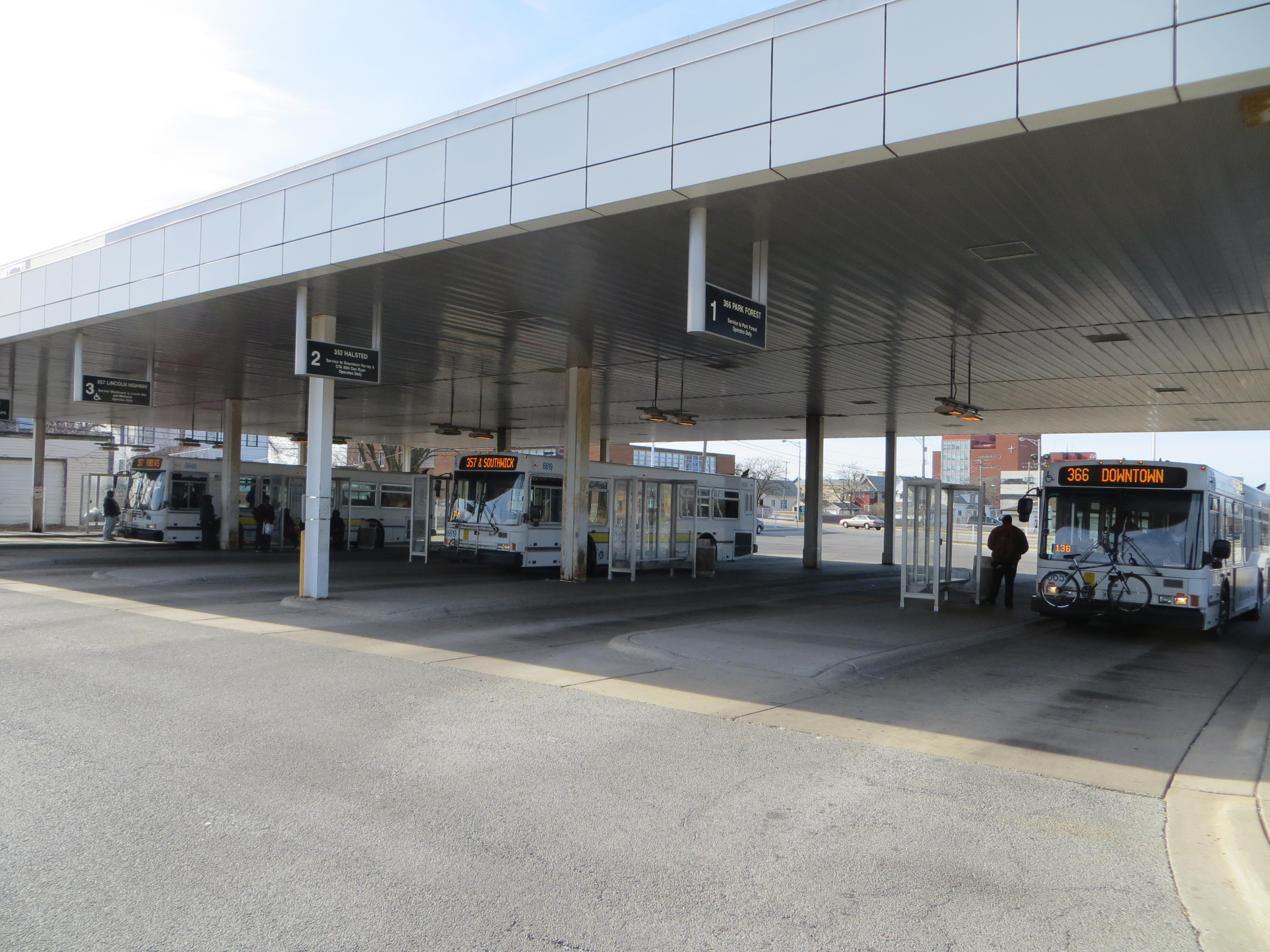
Автовокзал Пейс-Чикаго-Хайтс

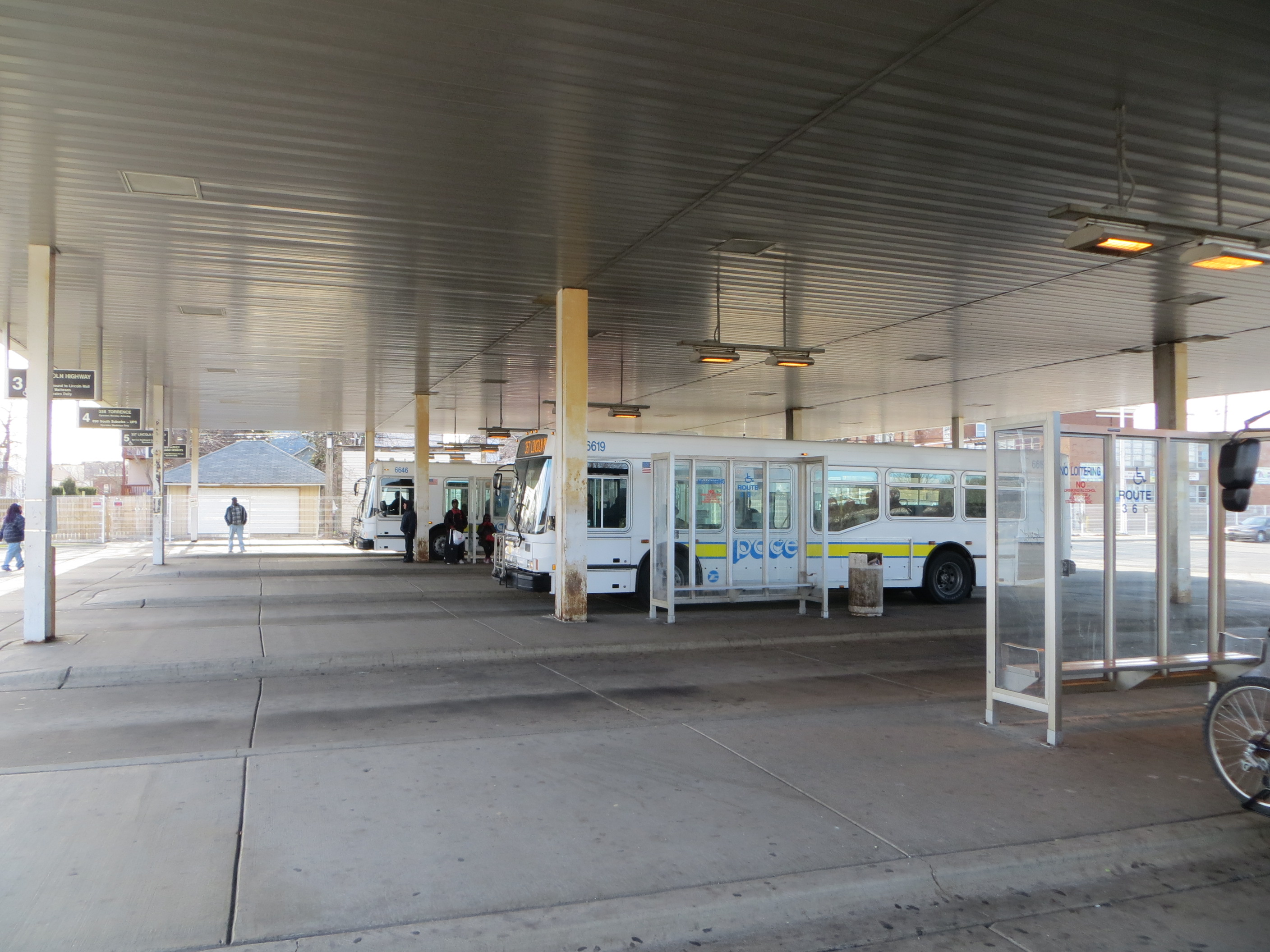
Автовокзал Пейс-Чикаго-Хайт

Чикаго-Хайтс обслуживается шестью автобусными маршрутами Пейс и терминалом Pace Chicago Heights.

### Здравоохранение
На Дикси-Хайвей находилась клиника англ. Well Group Clinic (часть Больницы Сент-Джеймс). Well Group Clinic ранее была известна как Медицинский центр Сабурбан-Хайтс. В Чикаго-Хайтс также есть два медицинских Центра здоровья тёти Марты (англ. Aunt Martha's health centers).
В сентябре 2018 года больница Сент-Джеймса закрылась спустя более 100 лет.

## Известные люди
- Пэрис Баркли — телевизионный продюсер и режиссёр «Сыны анархии»; президент Гильдии режиссёров Америки.